# Chersodromia amaura
Chersodromia amaura är en tvåvingeart som först beskrevs av Becker 1902.  Chersodromia amaura ingår i släktet Chersodromia och familjen puckeldansflugor.
Artens utbredningsområde är Egypten. Inga underarter finns listade i Catalogue of Life.